# Gustav Noske
Gustav Noske (ur. 9 lipca 1868 w Brandenburgu, zm. 30 listopada 1946 w Hanowerze) – niemiecki działacz polityczny (SPD) i minister rządu Rzeszy.
W latach 1919–1920 był ministrem Reichswehry w rządzie Rzeszy – pierwszym ministrem obrony Republiki Weimarskiej.

## Życiorys
Urodził się w Brandenburgu nad Hawelą. Z zawodu był mistrzem rzeźnictwa. Z polityką związał się poprzez działalność w związku zawodowym. Należał do Partii Sojaldemokratycznej (Sozialdemokratische Partei Deutschlands, SPD). W 1906 dostał się do Reichstagu. Pozostał posłem w czasie I wojny światowej. Interesował się sprawami wojskowymi oraz kwestiami kolonialnymi. Można go zakwalifikować do prawego skrzydła socjalistów. W latach 1918–1919 członek Rad Delegatów Ludowych.
Najbardziej wsławił się stłumieniem, w uzgodnieniu z również socjaldemokratycznym kanclerzem Republiki Weimarskiej Friedrichem Ebertem, powstania komunistów i lewicowych socjaldemokratów, tzw. powstania Spartakusa, zorganizowanego przez Związek Spartakusa w styczniu 1919. W tym celu zalegalizował i posłużył się skrajnie prawicowymi organizacjami paramilitarnymi Freikorpsów. W dniach 10–17 stycznia 1919 Freikorpsy wraz z żołnierzami Reichswehry pod dowództwem generała von Lüttwitza stłumiły powstanie Spartakusa, którego przywódcy (jednocześnie przywódcy USPD) – Róża Luksemburg i Karl Liebknecht – zostali po aresztowaniu przez pruską policję przekazani żołnierzom Freikorpsów. Oboje zostali następnie zamordowani, a sprawcy nie ponieśli z tego tytułu faktycznie żadnej odpowiedzialności. Już ze względu na ten fakt Noske jest postacią kontrowersyjną.
Był jednym z nielicznych przedstawicieli SPD gotowych na współpracę z konserwatywną, monarchistyczną w poglądach (zatem antyrepublikańską) kadrą oficerską, pozostawiając jej kontrolę nad armią. Był jednak zaskoczony, gdy w konsekwencji swej polityki, po rozmowie z gen. Hansem von Seecktem w czasie tzw. puczu Kappa-Lüttwitza (skierowanego z kolei przez Freikorpsy i część Reichswehry przeciw rządowi Rzeszy) w marcu 1920 uświadomił sobie, że Reichswehra wykonuje rozkazy swego dowództwa, a nie rządu Republiki Weimarskiej i uważa się za siłę autonomiczną w państwie.
Od roku 1920 Noske pełnił funkcję nadprezydenta prowincji Hanower. Został zdymisjonowany przez rząd kanclerza Adolfa Hitlera po przejęciu władzy przez NSDAP w trybie tzw. Gleichschaltung (pol. „ujednolicenie”). Po odsunięciu od władzy Noske nie został poddany represjom i regularnie pobierał rentę państwową w pełnym wymiarze należnym emerytowanemu nadprezydentowi Hanoweru. W prywatnym gronie Hitler wyrażał się o nim, że jest mu wdzięczny za usunięcie rządów dynastii Hohenzollernów, co umożliwiło mu przejęcie pełni władzy, w odróżnieniu od Mussoliniego, który przynajmniej formalnie podlegał królowi włoskiemu.
Po 20 lipca 1944 został aresztowany przez Gestapo za domniemany udział w próbie zamachu stanu z 20 lipca. Noske został uwolniony przez wkraczające do Niemiec oddziały alianckie.
Po wojnie mieszkał w Hanowerze. Zmarł podczas przygotowań do wykładów w Stanach Zjednoczonych.